# Bojan Gorenec
Bojan Gorenec [bójan gorénec], slovenski slikar in grafik, * 19. januar 1956, Ljubljana.

## Življenje in delo
Gorenec je leta 1979 diplomiral na Oddelku za grafiko ALU (od leta 2007 ALUO) v Ljubljani pri Pogačniku in Brumnu. Strokovno se je izpopoljnjeval v Franciji, Nemčiji, Belgiji, na Nizozemskem in v Združenem kraljestvu. Kot teoretik analizira in poglobljeno preučuje umetniška dela in ustvarja lastna. Do leta 1996, ko je začel poučevati na Katedri za slikarstvo ALU, je bil samostojni umetnik, od 2002 izredni in nazadnje redni profesor za risanje in slikanje. Njegovo delo se nahaja v zbirki Moderne galerije v Ljubljani. Prevajal je angleška in francoska besedila s področja umetnosti, umetnostne teorije in filozofije umetnosti. Leta 1986 je pri galeriji ŠKUC objavil prevod del Pleyneta in Maleviča.

## Priznanja
Prejel je več nagrad in priznanj, med drugim leta 1978 Prešernove nagrade za študente za grafično delo, leta 1982 nagrado Zlata Ptica, leta 1990 nagrado Prešernovega sklada, 2015 pa še Jakopičevo nagrado in 2023 naziv zaslužnega profesorja Univerze v Ljubljani.